# Jil Saad Haï Djabel
Maillots
Dernière mise à jour : 16 janvier 2025.
Le Jil Saad Haï Djabel(en arabe : الجيل الصاعد لحي الجبل), plus couramment abrégé en JS Haï Djabel ou encore en JSHD, est un club algérien de football fondé en 1963 et basé au quartier de Haï Djabel communément appelé La Montagne, dans la commune de Bourouba en banlieue algéroise.

## Histoire
Le Jil Saad Haï Djabel reste un club formateur de la région algéroise, évoluant la plupart du temps en divisions inférieurs, néanmoins, le club arrive à se hisser pour évoluer depuis les dernières années en Championnat d'Algérie de 3e division.
En Coupe d'Algérie, le meilleur résultat du JSHD reste les 16es de finale atteint lors de l'édition de 2009-10 (éliminé par l'USM Khenchela après la séance des tirs au but).

## Parcours

### Classement en championnat par année
- 1963-64 : D?, ?e
- 1964-65 : D?, ?e
- 1965-66 : D?, ?e
- 1966-67 : D?, ?e
- 1967-68 : D?, ?e
- 1968-69 : D?, ?e
- 1969-70 : D?, ?e
- 1970-71 : D?, ?e
- 1971-72 : D?, ?e
- 1972-73 : D?, ?e
- 1973-74 : D?, ?e
- 1974-75 : D?, ?e
- 1975-76 : D?, ?e
- 1976-77 : D?, ?e
- 1977-78 : D?, ?e
- 1978-79 : D?, ?e
- 1979-80 : D?, ?e
- 1980-81 : D?, ?e
- 1981-82 : D?, ?e
- 1982-83 : D?, ?e
- 1983-84 : D?, ?e
- 1984-85 : D?, ?e
- 1985-86 : D?, ?e
- 1986-87 : D?, ?e
- 1987-88 : D?, ?e
- 1988-89 : D?, ?e
- 1989-90 : D?, ?e
- 1990-91 : D?, ?e
- 1991-92 : D?, ?e
- 1992-93 : D?, ?e
- 1993-94 : D?, ?e
- 1994-95 : D?, ?e
- 1995-96 : D?, ?e
- 1996-97 : D?, ?e
- 1997-98 : D?, ?e
- 1998-99 : D?, ?e
- 1999-00 : D?, ?e
- 2000-01 : D?, ?e
- 2001-02 : D?, ?e
- 2002-03 : D4, DH Centre Groupe, ?e
- 2003-04 : D3, R1 Alger, 10e
- 2004-05 : D4, R1 Alger, ?e
- 2005-06 : D4, R1 Alger, ?e
- 2006-07 : D4, R1 Alger, ?e
- 2007-08 : D4, R1 Alger, ?e
- 2008-09 : D4, R1 Alger, 1re
- 2009-10 : D3, Inter-régions Centre, 14e
- 2010-11 : D4, Inter-régions Centre-Ouest, ?e
- 2011-12 : D4, Inter-régions Centre-Ouest, ?e
- 2012-13 : D4, Inter-régions Centre-Ouest, 1re
- 2013-14 : D3, DNA Centre, 7e
- 2014-15 : D3, DNA Centre, 10e
- 2015-16 : D3, DNA Centre, 10e
- 2016-17 : D3, DNA Centre, 5e
- 2017-18 : D3, DNA Centre, 7e
- 2018-19 : D3, DNA Centre, 13e
- 2019-20 : D3, DNA Centre, 9e
- 2020-21 :  D3, Inter-régions Centre-Ouest Groupe C1, 4e
- 2021-22 : D3, Inter-régions Centre-Ouest, 9e
- 2022-23 : D3, Inter-régions Centre-Ouest, 5e
- 2023-24 : D3, Inter-régions Centre-Ouest, 12e
- 2024-25 : D3, Inter-régions Centre-Ouest, 8e

### Parcours du JSHD en Coupe d'Algérie
| Saison  | Tour        | Matchs      | Résultats     |
| ------- | ----------- | ----------- | ------------- |
| 1962-63 | ?           | ?           | ?             |
| 1963-64 | ?           | ?           | ?             |
| 1964-65 | ?           | ?           | ?             |
| 1965-66 | ?           | ?           | ?             |
| 1966-67 | ?           | ?           | ?             |
| 1967-68 | ?           | ?           | ?             |
| 1968-69 | ?           | ?           | ?             |
| 1969-70 | ?           | ?           | ?             |
| 1970-71 | ?           | ?           | ?             |
| 1971-72 | ?           | ?           | ?             |
| 1972-73 | ?           | ?           | ?             |
| 1973-74 | ?           | ?           | ?             |
| 1974-75 | ?           | ?           | ?             |
| 1975-76 | ?           | ?           | ?             |
| 1976-77 | ?           | ?           | ?             |
| 1977-78 | ?           | ?           | ?             |
| 1978-79 | ?           | ?           | ?             |
| 1979-80 | ?           | ?           | ?             |
| 1980-81 | ?           | ?           | ?             |
| 1981-82 | ?           | ?           | ?             |
| 1982-83 | ?           | ?           | ?             |
| 1983-84 | ?           | ?           | ?             |
| 1984-85 | ?           | ?           | ?             |
| 1985-86 | ?           | ?           | ?             |
| 1986-87 | ?           | ?           | ?             |
| 1987-88 | ?           | ?           | ?             |
| 1988-89 | ?           | ?           | ?             |
| 1989-90 | Non jouée   | Non jouée   | Non jouée     |
| 1990-91 | ?           | ?           | ?             |
| 1991-92 | ?           | ?           | ?             |
| 1992-93 | Non jouée   | Non jouée   | Non jouée     |
| 1993-94 | ?           | ?           | ?             |
| 1994-95 | 1/64 finale | IRB Hadjout | ?             |
| 1995-96 | 1/32 finale | JJ Azzaba   | 2-2 t.a.b 5-3 |
| 1996-97 | ?           | ?           | ?             |
| 1997-98 | ?           | ?           | ?             |
| 1998-99 | ?           | ?           | ?             |
| 1999-00 | ?           | ?           | ?             |

| Saison  | Tour             | Matchs              | Résultats     |
| ------- | ---------------- | ------------------- | ------------- |
| 2000-01 | ?                | ?                   | ?             |
| 2001-02 | ?                | ?                   | ?             |
| 2002-03 | 1/64 finale      | ES Sour El Ghozlane | 2-2 t.a.b 3-1 |
| 2003-04 | 1/64 finale      | JSM Cheraga         | 2-0           |
| 2004-05 | Avant dernier TR | JSM Bejaia          | 1-0           |
| 2005-06 | Avant dernier TR | RC Kouba            | 2-0           |
| 2006-07 | ?                | ?                   | ?             |
| 2007-08 | ?                | ?                   | ?             |
| 2008-09 | ?                | ?                   | ?             |
| 2009-10 | 1/16 finale      | USM Khenchela       | 1-1 4-5       |
| 2010-11 | 1/64 finale      | Hydra AC            | 2-1 a.p       |
| 2011-12 | 1/64 finale      | ES Ben Aknoun       | 2-1           |
| 2012-13 | 1/64 finale      | MO Bejaia           | 3-3 t.a.b     |
| 2013-14 | 1/64 finale      | Hydra AC            | 2-1           |
| 2014-15 | Avant dernier TR | EC Oued Smar        | ?             |
| 2015-16 | Avant dernier TR | RC Kouba            | 4-1           |
| 2016-17 | 1/64 finale      | Paradou AC          | 2-0           |
| 2017-18 | 1/64 finale      | DRB Staoueli        | 1-1 t.a.b 4-2 |
| 2018-19 | 1/64 finale      | JSM Bejaia          | 1-0           |
| 2019-20 | Avant dernier TR | ERB Ouled Moussa    | 4-2           |
| 2020-21 | Non jouée        | Non jouée           | Non jouée     |
| 2021-22 | Non jouée        | Non jouée           | Non jouée     |
| 2022-23 |                  |                     |               |
| 2023-24 |                  |                     |               |
| 2024-25 |                  |                     |               |

## Identité du club

### Logo et couleurs
Depuis la fondation du Jil Saad Haï Djabel en 1963, ses couleurs sont le Rouge et le Noir.

Logo actuel du club